# Locomotiva FS 218.6098
L'automotore 218.6098, già locomotiva 225.6098 e 225.698, è stato un esemplare unico di trazione da manovra a scartamento normale delle Ferrovie dello Stato, di costruzione Jenbacher Werke come tipo JW200.
All'inizio le FS immatricolarono questo esemplare nel gruppo locomotive FS 225 come 225.698 nel 1956, quindi 225.6098 dal 1959, per poi inserirla nel gruppo automotori FS 218 come 218.6098 dal 1971 fino a fine carriera.
È importante tuttavia segnalare che in Italia sono presenti altri modelli di locomotori Jenbach "a passo corto" JW 200 presso operatori privati, ma non sono in alcun modo da ricondursi al 218.6098.

## Storia

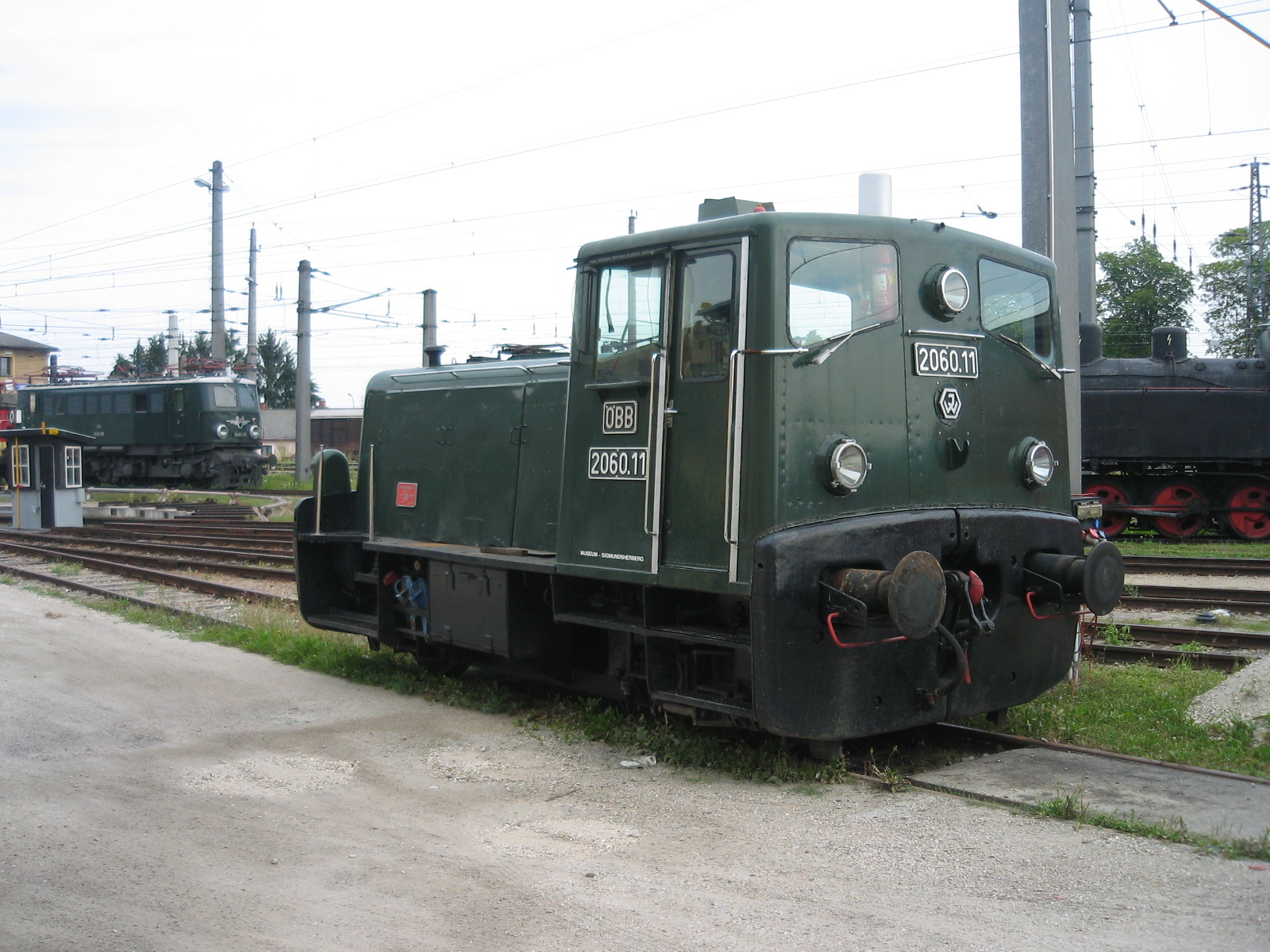
locomotiva 2060 dello stesso tipo delle ÖBB

Negli anni cinquanta le Ferrovie dello Stato italiane intrapresero un programma di reperimento e acquisto di nuovi rotabili da manovra per sostituire le locomotive a vapore, obsolete come costruzione e antieconomiche come esercizio. Nello stesso periodo la Jenbacher Werke aveva in corso di fornitura alle ÖBB (Ferrovie Federali Austriache) dei JW200 classificati come gruppo 2060. Nel 1956 le FS ne acquistarono un esemplare a scopo sperimentale (numero di fabbrica 80.077) che venne classificato come 225.698. Tuttavia, la scelta ricadde sulla sorella maggiore JW400, macchina che avrebbe poi costituito il gruppo 225.6000. La 225.698 rimase un esemplare unico e fu assegnato al Deposito locomotive di Verona; fu reimmatricolata come 225.6098 nel 1959.
Nel 1971 le FS ne sostituirono il motore con uno meno potente, cambiandone contestualmente la classificazione in automotore, inserendolo nel gruppo FS 218 come 218.6098; con tale matricola svolse servizio fino al 1979 al Deposito locomotive di Udine e alla fine di quell'anno venne quindi accantonata e poi demolita.

## Caratteristiche
Ad inizio carriera, quando ancora era classificato 225, montava un motore diesel non sovralimentato Jenbach JW400 (omonimo del locomotore che lo montava) da 8 cilindri a "V" di 90° a due tempi, raffreddato ad acqua, tarato a 250 CV (184 kW) a 1500 giri/min. Nel 1971, contestualmente alla riassegnazione al gruppo 218, fu montato un motore diesel non sovralimentato tipo JW200 da 4 cilindri a "V" di 90° a due tempi, raffreddato ad acqua, in grado di fornire 190 CV (140 kW) di potenza a 1500 giri/min. La trasmissione del moto era affidata a un cambio idrodinamico Voith L 33 yU che potava il moto alle ruote tramite albero cardanico e riduttore a ingranaggi. La locomotiva raggiungeva la velocità di 30 km/h in manovra e di 50 km/h negli spostamenti ed era in grado di effettuare anche tradotte in linea in quanto dotata di impianto frenante ad aria compressa con freno Westinghouse.